# JUNCTION (本田美奈子のアルバム)
『JUNCTION』（ジャンクション）は、日本の歌手、本田美奈子の8枚目のアルバム。1994年9月24日にマーキュリー・ミュージックエンタテインメントからリリースされた。

## 解説
『豹的 (TARGET)』以来5年ぶり、本田美奈子名義では7年ぶりのオリジナルアルバムで、ミュージカル女優として活躍を開始してから、また東芝EMIからマーキュリー（現・ユニバーサル）への移籍後初のアルバムである。一頃人気低迷にあえいでいた本田は、本作によりレコーディング・アーティストとしても復活を遂げることとなった。
プロデューサーには映画『パッセンジャー 過ぎ去りし日々』で音楽監督を務めた渋谷森久（越路吹雪の担当ディレクターとしても知られる）と、『ミス・サイゴン』の訳詞を担当した岩谷時子が迎えられた。以下の楽曲解説に明らかなように、タイトルの通り様々な音楽ジャンルの合流点となることを意識して制作されている。

## 収録曲
1. 祈り [4:41]
作詞：岩谷時子、作曲・編曲：萩田光雄
  - グレゴリオ聖歌からキリエを翻案した楽曲。男声コーラスをバックに岩谷時子が書き下ろした日本語詞を歌っている。
2. ポジティブに愛して [4:17]
作詞・作曲：I.Cano、日本語詞：岩谷時子、編曲：見岳章
  - 「つばさ」のc/w曲
3. 愛の讃歌 [4:09]
作詞・作曲：M.Monnot、日本語詞：岩谷時子、編曲：萩田光雄
  - エディット・ピアフの代表曲であり、日本では越路吹雪の歌唱によって知られる。岩谷が越路のために訳した詞で歌っている。
4. アマリア [3:36]
作詞：岩谷時子、作曲：内藤法美、編曲：萩田光雄
  - これも越路吹雪の代表曲の一つで、作詞は岩谷による。越路の夫である内藤法美の作曲だが、ファドを模した作品である。
5. My Love of Destiny [4:36]
作詞：高杉碧、作曲：三木たかし、編曲：萩田光雄
6. 風流風鈴初恋譚 [5:28]
作詞：岩谷時子、作曲：弦哲也、編曲：萩田光雄
  - 演歌風の調子のオリジナル曲。石川さゆりの「天城越え」などで知られる弦哲也の作曲。
7. BB（ベベ）ちゃん雲にのる [3:39]
作詞：阿久悠、作曲：深田太郎、編曲：鈴木豪
  - チャールストン風のリズムによる軽快な曲。次の「さあね」とともに本田にとっては数少ない阿久悠作品の一つである。″BBちゃん″とはブリジット・バルドーがモデルだと言われている。作曲は阿久の息子で元GENDA×BENDAのメンバーだった深田太郎によるもの。
8. さあね [3:59]
作詞：阿久悠、作曲：深田太郎、編曲：鈴木豪
9. 命をあげよう [4:51]
作詞・作曲：Alain Boubill・Claude-Michel Schoberg、日本語詞：岩谷時子、編曲：宮川彬良
  - ミュージカル『ミス・サイゴン』の代表的なナンバー。このアルバムのための編曲によるスタジオ録音が収録されている。
10. つばさ [5:11]
作詞：岩谷時子、作曲：太田美知彦、編曲：佐橋俊彦
11. すべてが変るだろう [4:18]
作詞・作曲：P.Delanoe・M.Fugain、日本語詞：岩谷時子、編曲：萩田光雄